# Musa × paradisiaca
Musa × paradisiaca L., 1753 è una pianta appartenente alla famiglia delle Musaceae, che cresce in natura nella Malaysia peninsulare e nelle Filippine.
È un ibrido naturale di Musa acuminata e Musa balbisiana. La maggior parte delle banane e dei platani coltivati sono cultivar poliploidi di questo ibrido o solamente di M. acuminata.

## Descrizione

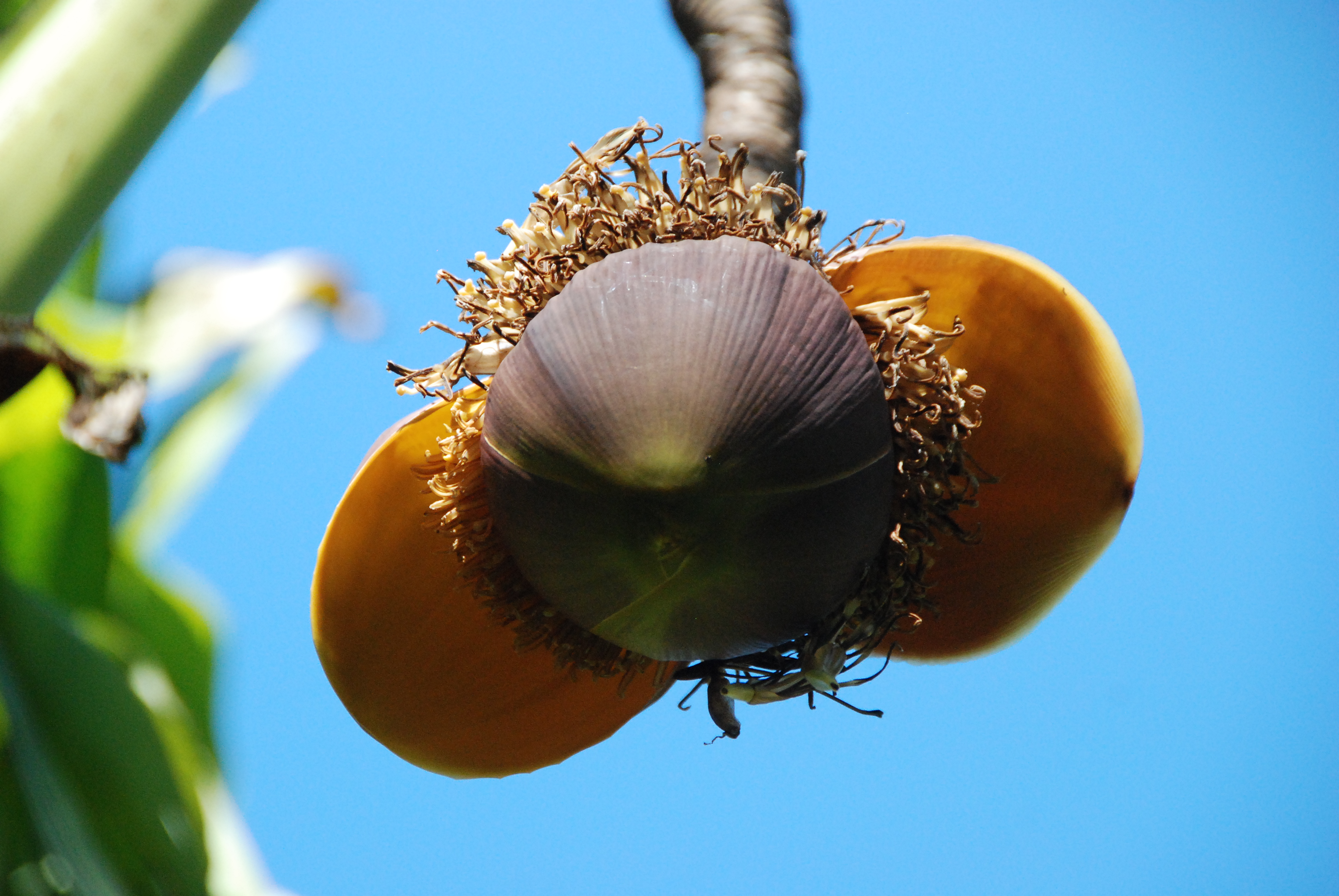
Fiore di Musa × paradisiaca

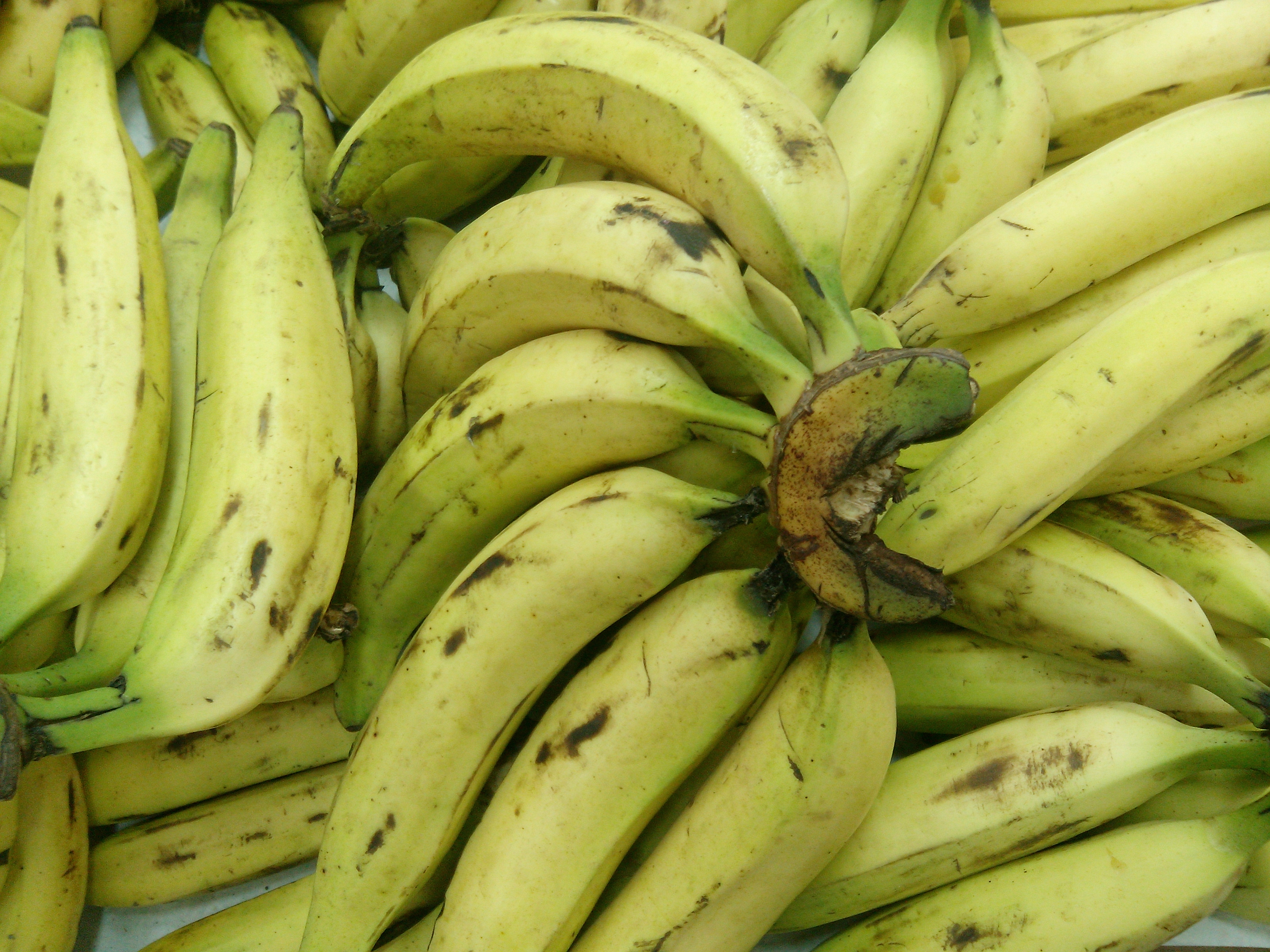
Frutti di Musa × paradisiaca

Musa × paradisiaca è una delle piante erbacee più alte (fino a 9 m di altezza) con rizoma spesso, pseudofusto carnoso formato dalle guaine fogliari embricate. Le foglie sono grandi, allungate, di colore verde lucido, con lunghi piccioli scanalati.
I fiori si formano su un grande spadice ricurvo e cadente, che porta inferiormente i fiori femminili, e superiormente quelli maschili. I fiori sono raggruppati e racchiusi nelle ascelle di grandi brattee di colore rosso-viola.
Il frutto è una bacca, carnosa, curva e affusolata a entrambe le estremità, con semi raramente presenti nelle varietà coltivate.

## Tassonomia
Originariamente Linneo classificò le banane in due specie basandosi esclusivamente sul loro utilizzo alimentare: Musa paradisiaca per i platani e Musa sapientum per le banane da dessert. Ora si sa che entrambe le specie sono ibridi tra le specie Musa acuminata (genoma A) e Musa balbisiana (genoma B). Il nome pubblicato in precedenza, Musa × paradisiaca, è ora utilizzato come nome scientifico per tutti questi ibridi. La maggior parte dei platani moderni sono triploidi sterili appartenenti al gruppo AAB, a volte noto come "gruppo dei platani".

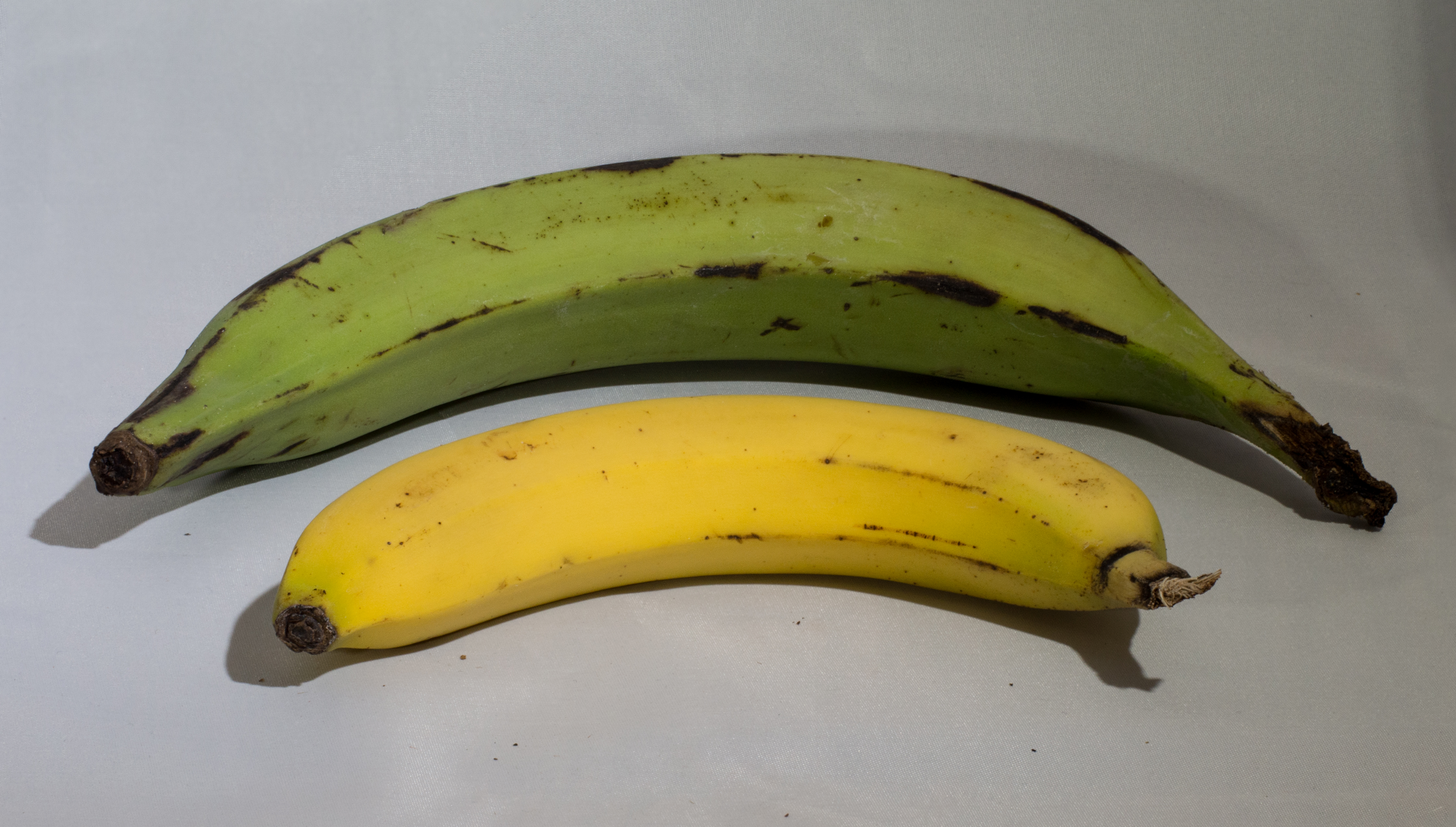
Frutto di platano (Musa × paradisiaca, in alto) e banana Cavendish (Musa acuminata, in basso) a confronto

## Usi

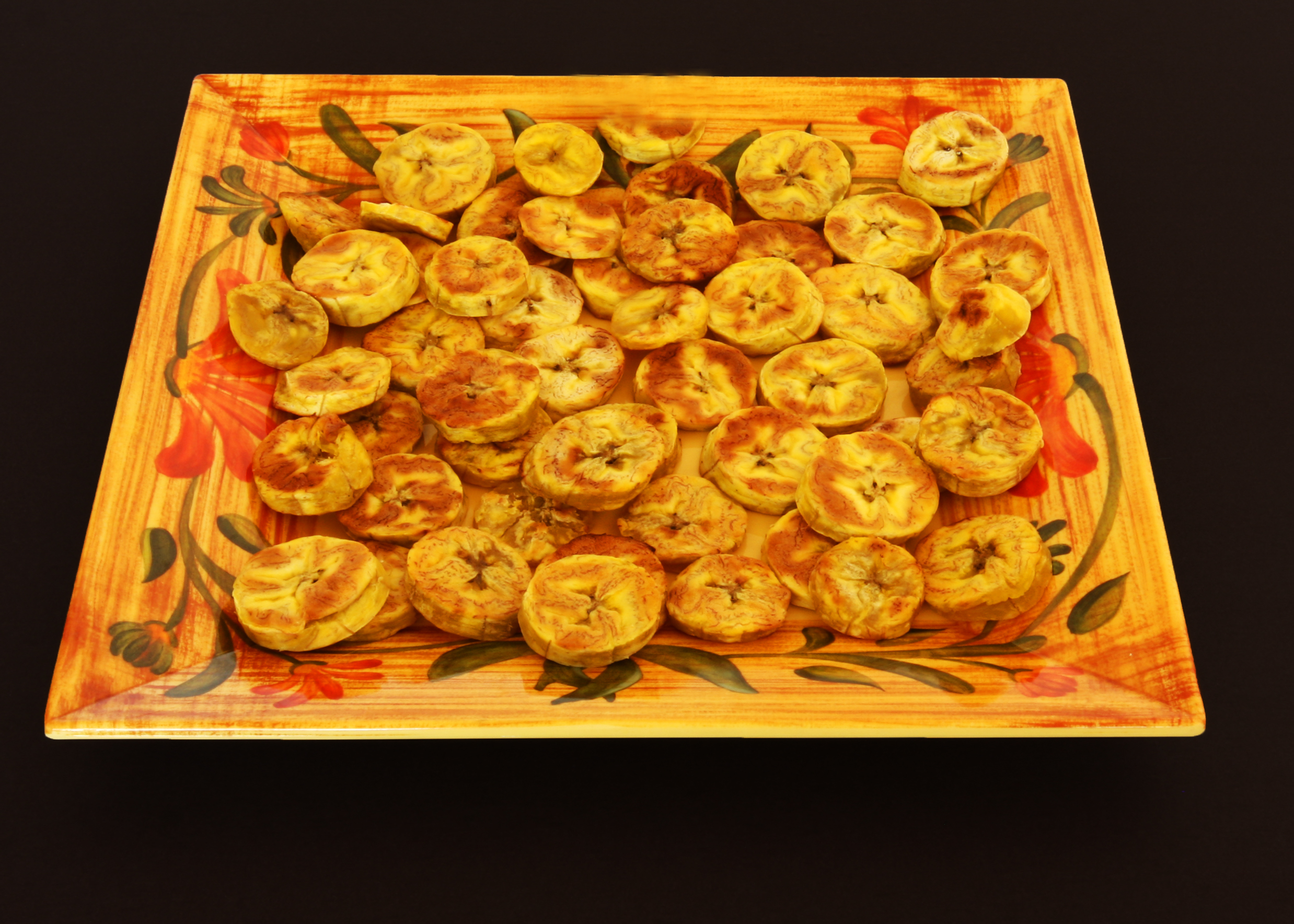
Platano al forno

I platani maturi (di colore giallo) possono essere sbucciati come le tipiche banane da dessert; la polpa è più morbida rispetto a quella dei frutti verdi e acerbi e parte dell'amido è stato convertito in zucchero. Possono essere mangiati crudi, ma non sono saporiti come le banane da dessert, quindi solitamente vengono cotti. Quando i platani gialli vengono fritti, tendono a caramellarsi, assumendo un colore marrone dorato. Possono anche essere bolliti, cotti al forno, al microonde o grigliati, sia sbucciati che non.
I platani contengono più amido e meno zucchero delle banane da dessert, per questo motivo vengono solitamente cotti o comunque lavorati prima di essere consumati. Di solito vengono consumati verdi bolliti o fritti, mentre una volta lavorati possono essere trasformati in farina e utilizzati per preparare prodotti da forno come torte, pane e pancake. I platani verdi possono anche essere bolliti e frullati e poi utilizzati come addensanti per le zuppe. La polpa dei platani verdi è tipicamente dura, con la buccia spesso così rigida che deve essere tagliata con un coltello per essere rimossa.
Dopo aver rimosso la buccia, il frutto acerbo può essere tagliato a fettine sottili e fritto in olio bollente per ottenere snack simili a patatine.
I platani sono un alimento base nelle regioni tropicali del mondo, classificandosi come il decimo alimento base più importante al mondo. Come alimento base, i platani vengono trattati più o meno allo stesso modo delle patate, con un sapore e una consistenza neutri simili quando il frutto acerbo viene cotto a vapore, bollito o fritto.
I platani sono un alimento base importante nell'Africa occidentale e centrale, nelle isole caraibiche, in America centrale e nel nord del Sud America. I membri del genere Musa sono indigeni delle regioni tropicali del Sud-est asiatico e dell'Oceania. Il platano produce frutti tutto l'anno, il che le rende un alimento base affidabile per tutte le stagioni.
Il pisang goreng ("banana fritta" in indonesiano e malese) è uno spuntino a base di platano fritto in olio di cocco. È uno spuntino che si trova soprattutto in Indonesia, Malesia, Singapore e Brunei.
Il platano è popolare nell'Africa occidentale e centrale, in particolare in Camerun, Repubblica Democratica del Congo, Benin, Ghana e Nigeria; quando viene fritto, viene generalmente chiamata dodo. Il platano maturo viene solitamente tagliato in diagonale per ottenere una grande forma ovale, quindi fritto in olio fino a ottenere un colore marrone dorato. La fetta diagonale massimizza la superficie, consentendo al platano di cuocere in modo uniforme.